# Naturschutzgebiet Wennetal (Meschede)
Das Naturschutzgebiet Wennetal (Meschede) mit einer Flächengröße von 2,72 ha liegt südlich von Berge (Meschede) im Stadtgebiet von Meschede. Es wurde 2020 vom Kreistag des Hochsauerlandkreises mit dem Landschaftsplan Meschede als Naturschutzgebiet (NSG) ausgewiesen. Das heutige NSG gehörte von 1994 bis 2020 zum Landschaftsschutzgebiet Ruhrtal und Wennetal bei Wennemen. Im Süden geht das NSG bis zur Stadtgrenze. Im Gebiet von Eslohe grenzt direkt das Landschaftsschutzgebiet Wennetal von südlich Wenholthausen bis südlich Gut Blessenohl an. Seit 2004 gehört das heutigen NSG zu dem FFH-Gebiet Wenne (DE 4715-301).

## Gebietsbeschreibung
Im NSG begrenzt auf der linken Flussseite der Wenne ist auf über 200 m Länge sind Straßenböschung der L 541 und die Uferböschung identisch. Zwischen einer ehemaligen Staustufe und der Stadtgrenze existiert rechtsseitig noch ein Rest der Auenlehmauflage mit Uferabbrüchen, während auf der anderen Seite der Böschungsfuß mit einer Steinstickung befestigt ist. Es prägen bachbegleitende Sukzessionsgesellschaften den Flusslauf. Die Wenne ist im NSG relativ breit und flach mit Schotterbänken und Unterwasservegetation. Der Fluss steht unter dem gesetzlichen Biotopschutz nach § 30 BNatSchG.
Zum Kanufahren NSG führt der Landschaftsplan auf: „Kanufahren auf der Wenne bei einem Mindestpegelstand von 65 cm am Pegel Wenholthausen erlaubt, wenn der Ausstieg vor ihrer Einmündung in die Ruhr erfolgt.“

## Schutzzweck
Zum Schutzzweck des NSG führt der Landschaftsplan auf: „Schutz eines naturnah (wieder-)entwickelten Abschnitt des Wennetals vor neuerlicher, ökologisch abträglicher Inanspruchnahme; Erhaltung der Habitatqualität des Gewässers und seines ungenutzten, weitgehend natürlich entwickelten, bachbegleitenden Gehölzsaumes; rechtliche Umsetzung der FFH-Gebietsmeldung DE 4715-301 „Wenne“ und Präzisierung der diesbezüglichen allgemeinen Schutzvorschriften des § 33 BNatSchG – s. Gebot b) des NSG-Festsetzungskataloges.“